# 格陵蘭 (阿肯色州)
格陵蘭（英語：Greenland）是一個位於美國阿肯色州華盛頓縣的城市。

## 地理
格陵蘭的座標為35°59′41″N 94°10′51″W / 35.99472°N 94.18083°W，而該地的平均海拔高度為381米（即1250英尺）。

## 人口
根據2020年美國人口普查的數據，格陵蘭的面積為10.48平方千米，當中陸地面積為10.39平方千米，而水域面積為0.09平方千米。當地共有人口1213人，而人口密度為每平方千米115人。